# Rivian R1S
Rivian R1S — повністю електричний повнорозмірний позашляховик виробництва Rivian Automotive. Поставки клієнтам почалися у 2022 році. На розробку автомобіля пішло майже 10 років. Залежно від комплектації він має два або чотири електродвигуни.

## Опис

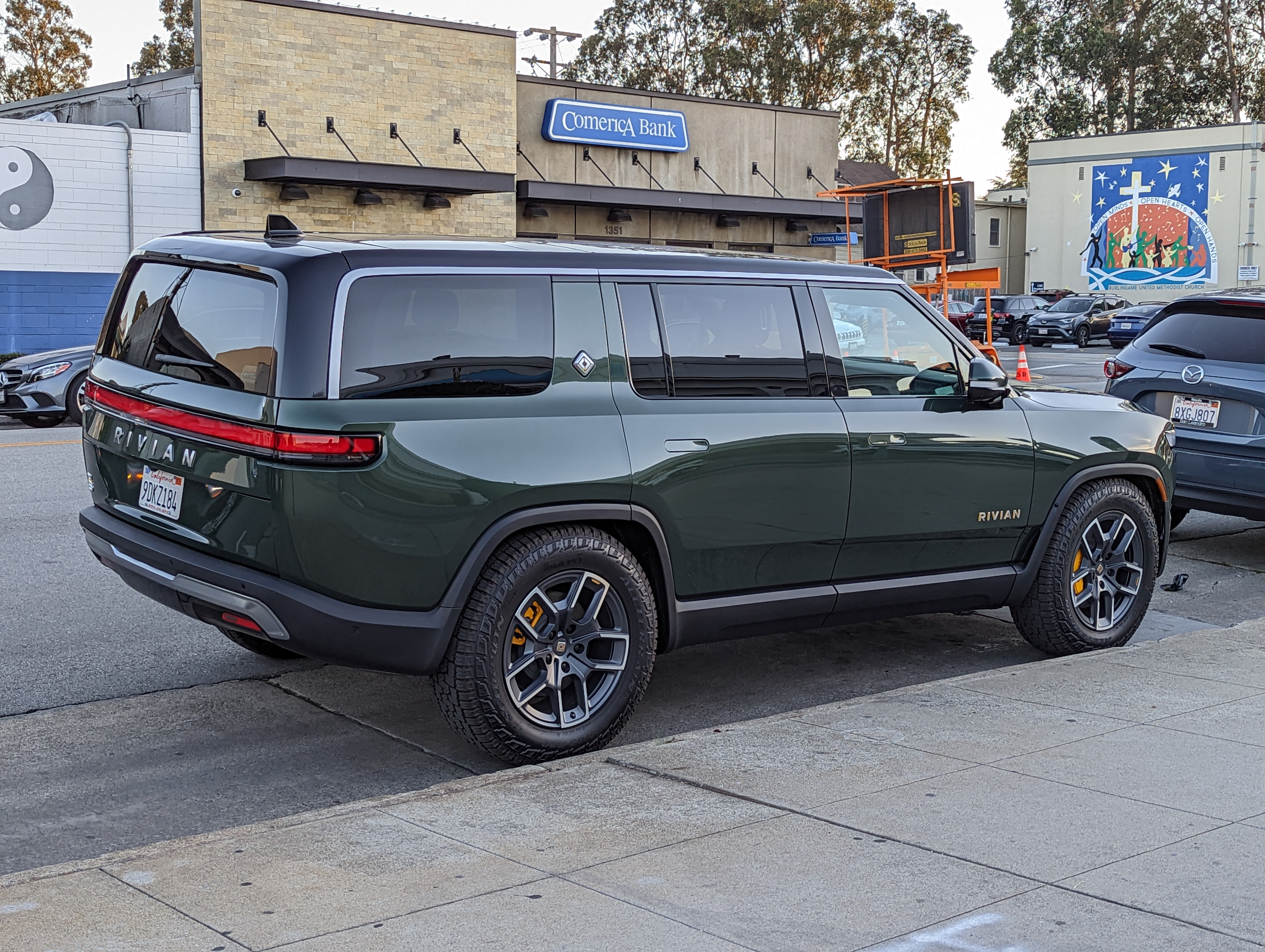
Rivian R1S

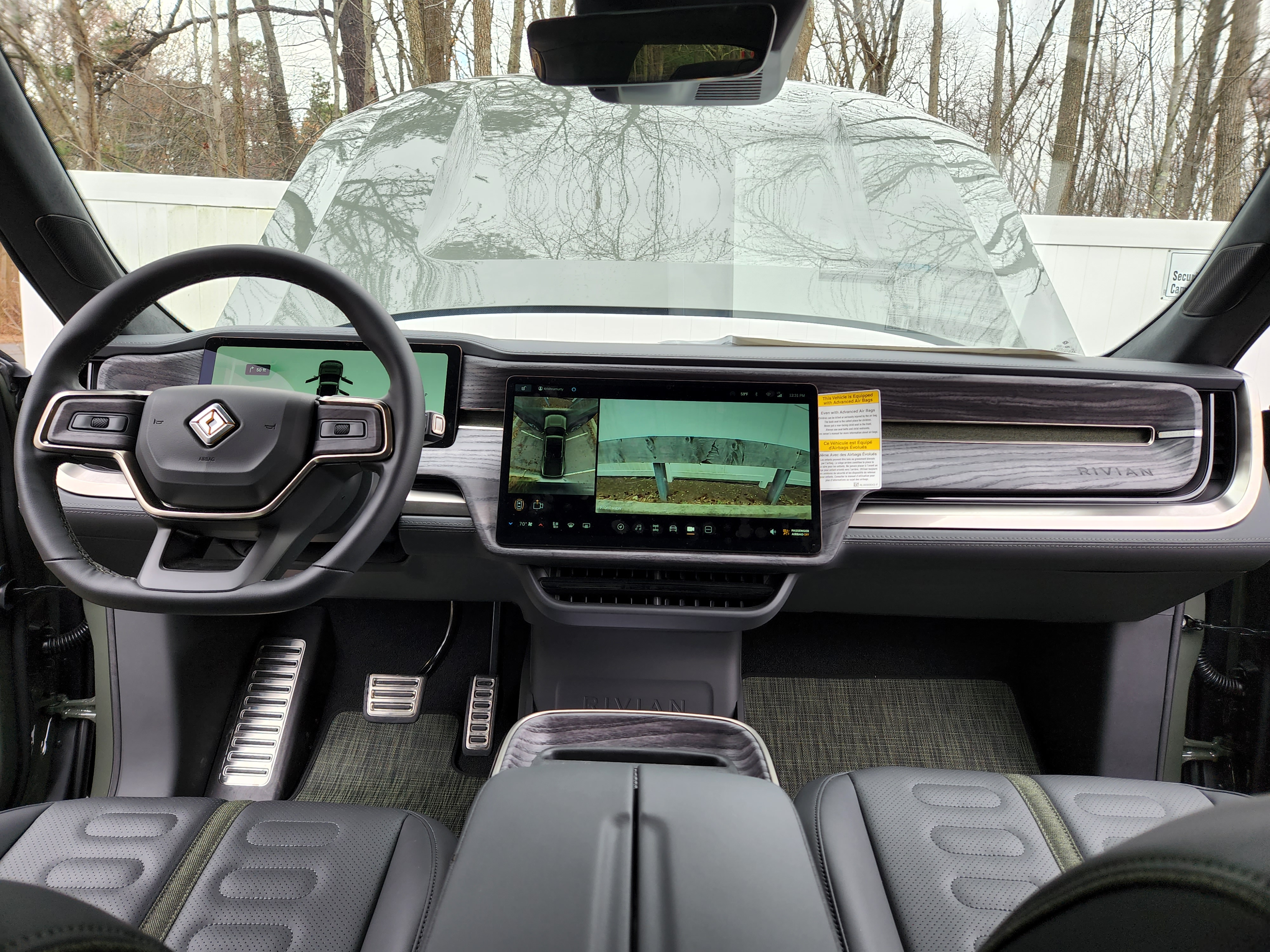

На момент прем'єри Rivian R1S повинен був пропонуватися в трьох варіантах приводу. Базова версія з акумулятором на 105 кВт-год розвиває 402 к.с., середня має батарею на 135 кВт-год і 753 к.с., тоді як топовий варіант R1S пропонує батарею на 180 кВт-год і 660 кілометрів максимального запасу ходу на одному заряді з потужністю 700 к.с. На момент дебюту на ринку, який відбувся через 4 роки, технічні характеристики Rivian R1S змінилися. Топовий варіант отримав більшу потужність від двох двигунів, яка склала 835 к.с. Таким чином, він розганяється до 100 км/год за 3,1 секунди, щоб досягти максимальної швидкості 180 км/год. Rivian R1S може буксирувати причіп загальною вагою до 3,5 тонн.

## Модифікації
- Dual-Motor AWD (DM) 533 к.с. 560 Нм акумулятор 105 kWh
- Performance Dual-Motor AWD (PDM) 665 к.с. 1120 Нм акумулятор 135 kWh
- Quad-Motor AWD (QM) 835 к.с. 1120 Нм акумулятор 180 kWh

## Продажі
| рік  | США    |
| ---- | ------ |
| 2022 | 800    |
| 2023 | 23,437 |